# حكومات الولايات في الهند

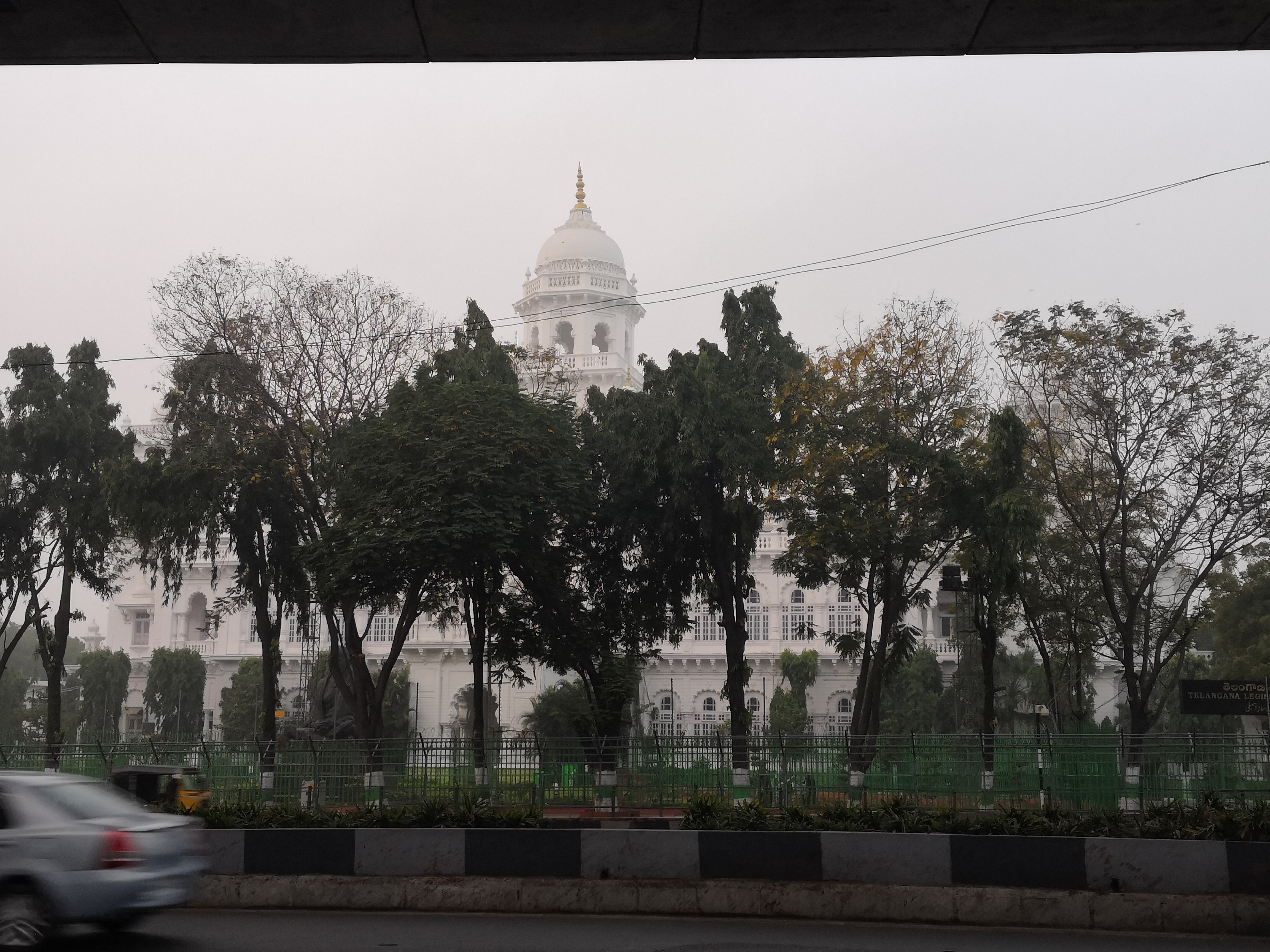
مبنى الجمعية التشريعية لولاية تيلانغانا، الهند

حكومات الولايات في الهند (بالإنجليزية: State Governments of India): هي الحكومات التي تحكم 28 ولاية و3 أقاليم اتحادية (هناك 8 أقاليم اتحادية ولكن 3 أقاليم اتحادية فقط بها جمعية تشريعية بالإضافة إلى حكومات) في الهند. يتم تقسيم السلطة بين حكومة الهند (الحكومة الفيدرالية) وحكومات الولايات. تعين الحكومة الفيدرالية حاكمًا لكل ولاية، والذي يعمل كرأس الدولة الفخري، ونائب الحاكم (أو مدير) لأقاليم اتحادية معينة، والذي تختلف صلاحياته اعتمادًا على الإقليم الاتحادي المحدد.